# Ludovic Danjou
Pour les articles homonymes, voir Danjou.
Ludovic Danjou est un scénariste de bande dessinée français né en 1977.

## Biographie
Né à Versailles en juin 1977, Ludovic Danjou est un autodidacte passionné par l'écriture et la narration. À ses débuts, il scénarise plusieurs histoires courtes pour le Lanfeust Mag. De sa collaboration avec Joël Jurion naît son premier album : Vegas (Soleil Prod. 2010). Suivant ce premier essai, Ludovic écrit Puki en compagnie de Djet (Vents d’Ouest 2011), plusieurs fois primés et nommé pour le grand prix jeunesse Angoulême 2012.
Il collabore ensuite avec différents dessinateurs, Philippe Fenech, Kmix, Adrien Martin, Alessio Zonno sur plusieurs séries chez Soleil/Delcourt et Glénat/Vents d'Ouest et s’essaie aux romans jeunesses pour les marques Top 14 et PSG. En 2022, il explore de nouveaux horizons en signant des séries chez Albin Michel, Dargaud et Nathan.
Parallèlement à son activité d'auteur, ludovic s'exerce à la photographie nature et urbaine.

## Œuvre

### Albums
Sauf mention contraire, Ludovic Danjou est scénariste des albums.
- Vegas - Au revoir Julia, dessins de Joël Jurion, Soleil Productions, 2010  (ISBN 978-2-302-00953-0)
- L'Île de Puki, dessins de Djet, Vents d'Ouest

1. Au début le cœur, 2011  (ISBN 978-2-7493-0616-2)
2. À la fin l'âme, 2012  (ISBN 978-2-7493-0639-1)

- Lady Rex, co-scénarisé avec Mady, dessins de Kmixe, Vents d'Ouest, 2013  (ISBN 978-2-7493-0686-5)
- Ulysse !, co-scénarisé avec Philippe Fenech et Mady, dessins de Philippe Fenech, Vents d'Ouest, collection Humour

1. La Carte de Kyrozas, 2011  (ISBN 978-2-74930-617-9)
2. Il faut sauver la Pythie Salpetria, 2013  (ISBN 978-2-74930-694-0)

- Un Héros presque parfait, co-scénarisé avec Mady, dessins de Philippe Fenech, Vents d'Ouest

1. Leçon no 1 : ne coupez pas la poire en deux !, 2011  (ISBN 978-2-7493-0584-4)
2. Leçon no 2 : La pieuvre par trois, faire vous devez !, 2012  (ISBN 978-2-7493-0640-7)

- Les Légendaires : l'aventure dont tu es le héros - À la poursuite de l'artismage, co-scénarisé avec Patrick Sobral, dessins de Patrick Sobral, Delcourt, 2018  (ISBN 978-2-7560-9489-2).
- PSG Academy : Dream Team : Le Match dont tu es le héros, co-scénarisé avec Mathieu Mariolle, dessin de Pasquale Qualano, Soleil, coll. « Jeunesse », 2020  (ISBN 978-2-302-08324-0).
- Euro 2020 : La BD officielle, Soleil, 2021  (ISBN 978-2-302-08323-3).
- L'Aventure géopolitique, avec Adrien Martin, Soleil :

1. La Déforestation, 2021  (ISBN 978-2-302-09303-4)[2].
2. Le Narcotrafic, 2022  (ISBN 978-2-302-09525-0)[3].

- Frères de foot, co-scénarisé avec MX18, dessins d'Alessio Zonno, Soleil :

1. Unis pour la vie, 2021  (ISBN 978-2-302-08965-5)[4].
2. Former une équipe !, 2022  (ISBN 978-2-302-09668-4).
3. Choisis ton destin, 2024  (ISBN 978-2-302-10252-1)

- Paris Saint-Germain : Ici c'est Paris !, co-scénarisé avec Mathieu Mariolle, dessin d'Alessio Zonno, Soleil :

1. Au cœur de la passion, 2021  (ISBN 978-2-302-09598-4).

- Les Porteurs d'Artefacts, Albin Michel, dessin de Chiara Iacobelli

1. Distover, 2024,  (ISBN 9782226483492)[5])
2. L'orbe des ombres, 2025  (ISBN 9782226483508)[6])

- Souricia, Albin Michel, dessin de Kan-J, couleurs Hélia

1. Le géant de la clairière, 2025  (ISBN 9782226488718)[7])

### Documentation
- Rodolphe, « Vegas, t. 1 », dBD, no 42,‎ avril 2010, p. 68.